# Itajutinga
Itajutinga is een kevergeslacht uit de familie van de boktorren (Cerambycidae). De wetenschappelijke naam van het geslacht werd voor het eerst geldig gepubliceerd in 1981 door Martins.

## Soorten
Itajutinga is monotypisch en omvat slechts de volgende soort:
- Itajutinga difficilis Martins, 1981